# Samuel-Scheidt-Werke-Verzeichnis

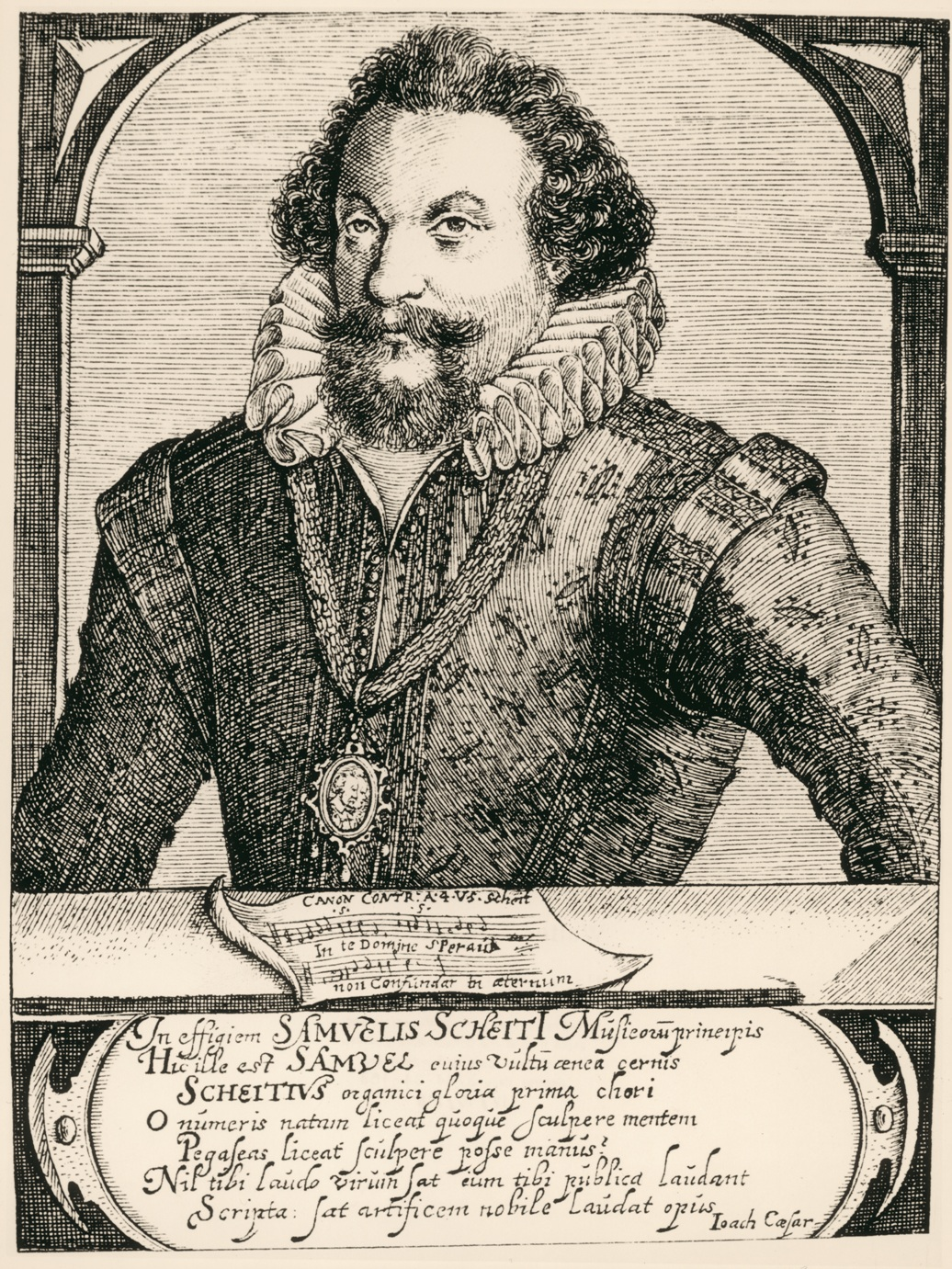
Samuel Scheidt, Kupferstich (1624)

Das Samuel-Scheidt-Werke-Verzeichnis (SSWV) ist ein Verzeichnis der Werke Samuel Scheidts (1587–1654).
Das von Klaus-Peter Koch herausgegebenes Werkverzeichnis des norddeutschen Komponisten und Orgelmeisters erschien zunächst in den Schriften des Händel-Hauses (Bd. 6). Die Tabulatura nova (Hamburg 1624) beispielsweise nimmt darin die Nummern 102 bis 158 ein (SSWV 102-158), das Variationswerk nach dem niederländischen Lied Ach du feiner Reiter darin hat die Nummer 111 (SSWV 111).